# Walther Krause
Pour les articles homonymes, voir Krause.
Walther Krause (31 décembre 1890 à Schweidnitz - 25 octobre 1960 à Göttingen) est un Generalleutnant allemand qui a servi au sein de la Heer dans la Wehrmacht pendant la Seconde Guerre mondiale.
Il a été récipiendaire de la Croix de chevalier de la Croix de fer. Cette décoration est attribuée pour récompenser un acte d'une extrême bravoure sur le champ de bataille ou un commandement militaire avec succès.

## Biographie
Krause s’engage le 13 janvier 1909, comme enseigne dans le 156e régiment d'infanterie (pl) . Promu au grade de sous-lieutenant en 1910, il est nommé chef de peloton au début de la Première Guerre mondiale. Blessé le 11 novembre 1914, Krause est promu lieutenant en décembre 1915. Il commande ensuite différentes compagnies jusqu’à la fin de la guerre. Après l’Armistice, Krause reste dans l’armée. Il commande différentes unités dans l’infanterie, comme commandant en 1932, lieutenant-colonel en 1935, puis colonel en 1938.
Le 10 octobre 1939, il est nommé commandant de l'École d'infanterie de Doeberitz. Nommé Generalmajor le 1er janvier 1942, il commande la 14e division d'infanterie motorisée. Krause est promu Generalleutnant le 1er septembre 1943. À partir du 15 juillet 1944, le général Krause commande la 462e division d'infanterie sur le secteur de Metz-Thionville-Luxembourg. Au cours de la bataille de Metz, il participe activement à la défense de l’ancienne forteresse du Reich allemand. Remplacé le 15 octobre 1944 par le Haut Commandement, Krause est envoyé à l’arrière, où il reste jusqu’à la fin de la guerre. Il restera prisonnier de guerre du 8 mai 1945 au 27 juin 1947.

## Promotions
| Fähnrich        | 18 juillet 1909    |
| Leutnant        | 16 juin 1910       |
| Oberleutnant    | 18 décembre 1915   |
| Hauptmann       | 1er avril 1922     |
| Major           | 1er octobre 1932   |
| Oberstleutnant  | 1er juin 1935      |
| Oberst          | 1er janvier 1938   |
| Generalmajor    | 1er janvier 1942   |
| Generalleutnant | 1er septembre 1943 |

## Décorations
- Croix de fer (1914)
  - 2e Classe
  - 1re Classe
- Croix de chevalier de l'Ordre royal de Hohenzollern avec glaives
- Insigne des blessés (1914)
  - en Bronze
- Croix d'honneur pour combattants 1914-1918
- Agrafe de la Croix de fer (1939)
  - 2e Classe
  - 1re Classe
- Croix allemande en Or (19 mai 1941)
- Croix de chevalier de la Croix de fer
  - Croix de chevalier le 10 juin 1943 en tant que Generalmajor et commandant de la 170. Infanterie-Division[3]